# Trachyrincus helolepis
Trachyrincus helolepis és una espècie de peix de la família dels macrúrids i de l'ordre dels gadiformes.

## Morfologia
- Els mascles poden assolir 46 cm de llargària total.[5][6]

## Hàbitat
És un peix d'aigües profundes que viu entre 580-960 m de fondària.

## Distribució geogràfica
Es troba a les Illes Galápagos i Xile.